# Серфираз Ханым-эфенди
Серфира́з Ханы́м-эфе́нди (тур. Serfiraz Hanım Efendi), также Айше́ Серфира́з Ханы́м-эфе́нди (тур. Ayşe Serfiraz Hanım Efendi; 1837, Абхазское княжество — 9 июня 1905, Стамбул) — супруга (вторая икбал) османского султана Абдул-Меджида I, мать троих его детей. Известная своим скандальным поведением, Серфираз была выселена за пределы султанского дворца без права посещать его.

## Имя
Турецкий мемуарист Харун Ачба приводит двойное имя икбал султана «Айше Серфираз», при этом отмечает, что «Айше» было именем, данным ей при рождении. Энтони Алдерсон в своём труде «Структура османской династии» называет её просто «Серфираз». Турецкий историк Недждет Сакаоглу называет её «Серфираз», однако приводит и двойной вариант имени «Айше Серфираз», а также вариант «Серефраз». Турецкий историк Чагатай Улучай приводит только один вариант — «Серфираз».

## Биография

### Версии о происхождении
Ни Алдерсон, ни Улучай не приводят ни год рождения, ни место, ни данных о возможном происхождении Серфираз.
Сакаоглу приводит несколько версий. По одной из них, высказанной турецким драматургом Нахидом Сырры Ориком: «Серфираз-кадын была родом из русского народа и была приведена во дворец уже взрослой после смерти Гюльджемаль (1851 год) и родила Сулеймана-эфенди». По другой, высказанной министром рыбного хозяйства Али Рызой-беем в книге «Стамбульска жизнь в старые времена», Серфираз и две её старшие сестры были куплены вали Трабзона Дамадом Халилем-пашой и отправлены в столицу с мэром Стамбула Хафызом Омером Фаизом-эфенди в подарок валиде Безмиалем-султан. Они были дочерьми мужчины по имени Лев, проживавшего в Москве и когда-то попавшего в плен к черкесскому атаману; так как дети пленников считались собственностью хозяина, по старинным обычаям черкесов, их также продавали. Валиде Безмиалем-султан дала девушкам имена Мюмтаз, Рана и Серфираз.
По данным Харуна Ачбы, Серфираз родилась в 1837 году в Абхазском княжестве в семье Осман-бея Лаха и его жены Зелихи Тапсын. Помимо Айше в семье было по меньшей мере ещё две дочери — Хюснюмах-ханым и Агах-ханым. Все три дочери Осман-бея попали во дворец в юном возрасте и получили гаремное образование. Позднее Хюснюмах вышла замуж за служителя дворца Сулейман-бея, а Агах осталась с сестрой во дворце и совершила хадж. Версию о русском происхождении Серфираз Ачба считает безосновательной.

### Любимая икбал султана
Как пишет Сакаоглу, из трёх сестёр мать Абдул-Меджида считала самой красивой и достойной её сына Рану, а вовсе не Серфираз. Однажды, когда на женской половине гарема читали стихи в честь празднования мевлида, Абдул-Меджид I, шедший из личных покоев, услышал звуки праздника и, притаившись в стороне, стал наблюдать за девушками. Одна из наложниц, раздававшая сладости, привлекла его внимание. В то же время, после мевлида валиде-султан приказала подготовить и отправить Рану к султану. Однако когда девушка подошла к султану и склонилась к его ногам, Абдул-Меджид заявил, что очень доволен такой добротой своей матери, но попросил Рану остаться у неё на службе, а ему прислать наложницу, раздававшую сладости. Безмиалем-султан поняла, что под описание, данное Ране султаном, подходит её младшая сестра Серфираз, и приказала немедленно представить её. Все, кто присутствовал в покоях валиде в момент происходящего, были ошеломлены ситуацией.
Али Рыза-бей рассказывает остальную часть истории следующим образом: «Склонность и любовь султана Меджида к этой Серфираз-ханым были известны членам дворца, заставших то время. Серфираз Ханым-эфенди в сопровождении служанок отправилась в султанский павильон Йылдыз, чтобы подышать лечебным морским воздухом, и прожила там долгое время. По слухам, однажды ночью султан Меджид выставив перед собой фонарь, отправился к Йылдызу, чтобы увидеть её и завоевать её сердце; эту историю из уст в уста передал Решад Фуад-бей». В дальнейшем павильон Йылдыз стал частым местом пребывания Серфираз, даже если султан выступал против этого. В конце своего труда бей также сообщает, что «ходят слухи, что когда Серфираз Ханым-эфенди была включена в число икбал, её отец Лев прибыл в Стамбул, чтобы повидать её, а затем отправился в паломничество».
В 1851 году она стала женой Абдул-Меджида I и год спустя родила своего первенца — сына Сафдеддина Османа-эфенди (умер в 1855 году); затем, в 1857 и 1860 годах Серфираз родила ещё двоих детей — Бедию-султан (умерла в 1858 году) и Сулеймана Селима-эфенди (умер в 1909 году) соответственно. По данным Ачбы, Серфираз носила титул второй икбал султана. Сакаоглу, ссылаясь на Орика, пишет, что Серфираз ошеломила Абдул-Меджида своими красотой и проницательностью; он также отмечает, что первоначально она носила титул шестой икбал, однако после смерти Джейланьяр Ханым-эфенди, в обход других жён султана, Серфираз получила титул второй икбал — вероятно, исключительно из-за слабости Абдул-Меджида по отношению к ней.
Османский историк того времени Ахмед Джевдет-паша описывает и различные случаи скандального поведения Серфираз, несмотря на которые султан прощал любимую икбал и всячески потакал ей. Так, он описывает анекдот, ходивший по столице в то время: однажды, когда султан пришёл к Серфираз, та не открыла ему дверь своих покоев; когда же султан спросил, почему она не открывает, Серфираз ответила, что раз к ней приставлен Рыза-паша, чтобы обучить её манерам, она не достойна султана и это оскорбительно; на это султан ответил, что был вынужден это сделать, но она может игнорировать пашу. Джевдет также писал, что представитель министерства иностранных дел России так комментировал ситуацию: «Государство Османа больно. Оно умрёт у нас на руках!… невозможно спасти государство от гибели, имея дело с несколькими женщинами и, в частности, с непокорной женой по имени Серфираз».

### Расходы и долги
Серфираз стала одной из немногих жён султана, отличавшихся расточительством и безрассудством. Со дня замужества она очень полюбила золотые украшения и дорогую одежду и тратила столько золота, что приходилось брать займы за пределами дворца. В 1858 году бизнесмен Стамателло Вольго и купец Николас Пизани одолжили Осману-эфенди, представителю и кахведжибаши (главному повару, готовящему кофе) Серфираз, две крупные суммы денег. Оба займа на сумму 2 982 770 пиастров были выплачены Осману в марте 1858 года. В 1858 году эти двое обратились в Торговый суд с требованием вернуть ссуду. Однако суд ничем не мог им помочь, после чего они предстали перед Комиссией по урегулированию долгов. Комиссия вынесла решение в их пользу, и в мае 1859 года они получили эквивалент первой ссуды, выданной Осману, получив тридцать три украшения, которые выступили в качестве залога по ссуде в 577 695 пиастров. Несмотря на то, что Осман был доволен расчётом, возникли сложности после того, как он заявил, что посредством этого платежа общая сумма обоих кредитов была выплачена полностью. Недовольные действиями Османа, кредиторы вновь заявили свои требования, и дело было направлено в торговый суд. Эта комиссия вынесла решение в их пользу в апреле 1860 года, и Осману было приказано выплатить двум заявителям в общей сложности 3 968 373 пиастров, а также ежемесячную процентную ставку и комиссионные платежи в размере 2,5 %, которые необходимо было выплачивать до тех пор, пока не будет погашена вся причитающаяся сумма. Однако эти двое по-прежнему недовольны решением, поскольку нигде в нём не фигурировало имя Серфираз. Вольго и Пизани обратились в посольства своих стран, чтобы добиться внесения имени Серфираз в судебное решение. Посольство Франции потребовало, чтобы Блистательная Порта отозвала судей, вынесших первоначальное решение, и попросила их переписать его, включив в него имя Серфираз, после чего торговый суд возбудил против неё судебное преследование, против которого она не возражала. Согласно новому постановлению, они должны были вернуть драгоценности, ранее полученные от Османа, но на этом эпопея не закончилась. Хотя этот раунд арбитража завершился в 1860 году, в течение следующих десяти лет оба истца безуспешно добивались восстановления справедливости и погашения остатка ссуды Серфираз и Османа. Они утверждали, что ответственность за этот долг лежит на османском правительстве и, таким образом, именно оно должно его погасить.
Ахмед Джевдет-паша утверждал, что Серфираз набрала долгов на 125 тысяч золотых кошелей, которые пришлось гасить из казны — тем самым она заложила основы для возникновения денежных кризисов, с которыми Османская империя столкнется позже. «Хотя женщины Гарем-и Хумаюн давно никуда не выезжали, она какое-то время ездила везде на повозках. Развратничала как хотела. Её поведение и действия достигли запредельного уровня. Так как Тахститат-ы Хюмаюн (гаремного жалования) не хватало на ежедневные расходы, ежемесячное пособие было увеличено до двадцати тысяч золотых кошелей. Однако долг Сефираз Ханым-эфенди за один год достиг ста двадцати тысяч золотых кошелей».

### Любовные похождения
Джевдет также пишет о Серфираз в своих мемуарах: «… В конце концов, султан влюбился в женщину по имени Серфираз. Она не поладила с другими женщинами. Никто не смел ничего сказать Серфираз, она ходила туда, куда хотела. Она завидовала другим и ходила по местам, где не любили султана и в Бейоглу порочила его честь…». Слухи о поведении икбал разнеслись по всему Стамбулу. Серфираз зашла так далеко, что оскорбила честь султана, опозорила себя и династию, влюбившись в армянского юношу по имени Кучук Фесли и потратив на него большую сумму денег. В конечном итоге, один хорват по заказу дворца попытался застрелить Фесли, но сумел только ранить юношу; семья Фесли после этого случая увезла его на острова, но несколько месяцев спустя он вернулся в Стамбул и был застрелен дворцовой стражей.
Так эти события описывает Джевдет-паша, подводя итоги 1855—1856 годов: «Поскольку икбал по имени Серфираз искушала сердце султана, хотя она жила в особняке Йылдыз, её часто видели на базаре с армянским мальчиком, известным как Кючюк Фесли, и по этой причине она влезала в долги. Недавно, когда вышеупомянутый мальчик-музыкант сидел в кофейне в Бейоглу, подошёл хорват и выстрелил в него из пистолета, но пуля задела его платье и прошла мимо. После этого его семья укрыла его и отправила на Принцевы острова на том основании, что ему больше не разрешено пребывать в Стамбуле. Менее чем через месяц, когда Кючук Фесли вечером шёл к себе домой в Бешикташе, к нему подошли два человека и выстрелили в него. Он умер через несколько дней. Перед смертью он сказал, что люди Серфираз-ханым застрелили его, и в петициях, поданных его семьей в посольства Великобритании, Франции и России значилось, что „Госпожа Серфираз убила его“. В петициях сообщалось, что сам мальчик не поощрял действий госпожи, прятался от людей, посылаемых к нему Серфираз и даже платил балтаджи, чтобы они сказали ей, что не нашли его. Однако в посланиях, переданных Высокой Порте из посольств, эти слова были изъяты и написаны другие соответствующие фразы».
Смерть Фесли завершила скандал вокруг Серфираз; как пишет Ачба, сама она была переселена в отдельный дворец, где оставалась до конца жизни без права посещать султанский дворец Долмабахче. Сакаоглу отмечает, что Серфираз не указана в числе жён в «Реестре Османов» османского историка Сюреи Мехмед-бея; Сакаоглу объясняет этот факт тем, что поведение её было неподобающим для жены султана.

### Вдовство и смерть
После смерти Абдул-Меджида в 1861 году Серфираз был выделен приморский дворец, окружённый большим садом, в Ортакёе, где жена султана проживала с сыном и своей огромной свитой. Ахмед Джемаледдин-бей, племянник придворной дамы Серфираз Зюльфитаб-ханым, так отзывался о султанше: «… у неё было очень доброе сердце. Клянусь, то, что было сказано о ней, было ужасным, но Кадын-эфенди Шевк-эфза была не против этой женщины. Напротив, она была очень лояльна и позволила ей бывать во дворце в Бешикташе…». Внучка Серфираз Наджие-султан , жена Энвера-паши, так вспоминала о бабке: «Мой отец очень интересовался музыкой. Думаю, этот интерес перешёл к нему от моей бабушки. Потому что странные инструменты, которые моя бабушка Серфираз-кадын установила во дворце, постоянно играли. Музыкантов, игравших на этих инструментах, было две группы. Одна из них исполняла западную музыку…».
В 1886 году сын Серфираз женился на Эмине Джавидан-ханым, дочери Безмиары Кадын-эфенди — бывшей жены Абдул-Меджида I, с которой он развёлся до 1859 года. В марте 1898 года Серфираз присутствовала на празднованиях свадьбы Наиме-султан, дочери Абдул-Хамида II, и Кемаледдина-паши, сына Гази Османа-паши. Айше-султан, другая дочь Абдул-Хамида, вспоминала в своих мемуарах, что в правление её отца Серфираз присутствовала на всех празднованиях рамадана и сидела подле валиде Пиристу Кадын-эфенди.
Серфираз Ханым-эфенди умерла 9 июня 1905 года, по разным данным, в своих покоях во дворце в Ортакёе, или же в особняке сына Бебек в Несбитие, где провела последние годы. Она была похоронена в гробнице шехзаде Кемаледдина-эфенди в комплексе Яхьи-эфенди рядом с могилой Дильпесенд Кадын-эфенди, жены Абдул-Хамида II.